# 穆斯科利内
穆斯科利内（義大利語：Muscoline），是意大利布雷西亚省的一个市镇。总面积10平方公里，人口2529人，人口密度252.9人/平方公里（2009年）。国家统计（ISTAT）代码为017116。